# Tagliabiscotti

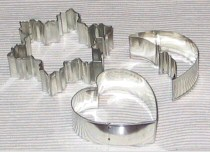
Alcuni tagliabiscotti

Il tagliabiscotti, anche conosciuto come stampo per biscotti o formina per biscotti, è un utensile da cucina utilizzato per tagliare un impasto e dare una forma ai biscotti da infornare. I tagliabiscotti si presentano in molte forme, dimensioni e materiali diversi come la plastica, la banda stagnata e l'alluminio. Sono divenuti un oggetto comune sia nella pasticcerie che nelle case. 
Il tagliabiscotti fu brevettato da Alexander P. Ashbourne nel 1875.